# Fuerzas Armadas de Camerún
Las Fuerzas Armadas de Camerún (en francés: Forces armées camerounaises) (en inglés: Armed Forces of Cameroon) son las fuerzas militares de la nación de Camerún. Las fuerzas armadas camerunesas cuentan con 40 000 efectivos entre fuerzas terrestres, aéreas y navales. Hay aproximadamente 40 000 soldados en el ejército distribuidos en tres regiones militares. Aproximadamente 1300 soldados forman parte de la Armada de Camerún, que tiene su sede en Duala. La Fuerza Aérea cuenta con menos de 600 efectivos. Hay 12 500 tropas paramilitares adicionales que cumplen funciones de gendarmería, fuerza policial y reconocimiento.
Las fuerzas armadas camerunesas tienen bases repartidas por todo el país, incluida la ciudad de Ngaoundéré. Las bases de la Fuerza Aérea están situadas en Garoua, Yaundé, Duala y Bamenda.
Las fuerzas armadas en general se han mantenido leales al gobierno y han actuado para garantizar la estabilidad del régimen, y no como una fuerza política independiente. 
La dependencia tradicional de la capacidad de defensa francesa, aunque reducida, sigue siendo la misma, ya que los asesores militares franceses siguen estrechamente involucrados en la preparación de las fuerzas camerunesas para su despliegue en la disputada península de Bakassi.

## Ejército de tierra
Con más de 40 000 efectivos, el Ejército de tierra sigue siendo el componente más importante en términos numéricos.
El Ejército está bajo la responsabilidad del Jefe del Estado Mayor Conjunto, el General Nkoa Atenga, cuyo Estado Mayor está en Yaundé.
Actualmente, la organización data de 2001 con una distribución en varios tipos de unidades: unidades de combate, unidades de respuesta, unidades de apoyo, y finalmente unidades de reserva especiales como parte de tres regiones militares conjuntas interarmas y diez sectores militares.
Las unidades del ejército camerunés han sido entrenadas y equipadas para luchar en el terreno costero pantanoso situado frente a la península de Bakassi. Aunque se ha preparado para un conflicto armado con Nigeria en los últimos años, el Ejército de Camerún no tiene experiencia operativa contra otras fuerzas, por lo tanto, no es posible evaluar su capacidad para responder frente amenazas cambiantes y tácticas opuestas.
Las unidades de combate del ejército de tierra camerunés incluyen: 
- El Cuartel General de la Brigada, situado en Yaundé. Esta brigada es responsable de proteger la capital y apoyar a las instituciones. El Presidente de la República debe permitir cualquiera de sus despliegues. La brigada está formada por un batallón de mando y control, un batallón de apoyo; un batallón de honor y protección y tres batallones de infantería.[6]
- Tres batallones de mando y apoyo;
- Un batallón de intervención rápida.
- Una brigada de intervención rápida (que actualmente no cuenta con un estado mayor propio) formada por tres batallones de respuesta rápida, estacionados en Douala, Tiko y Koutaba. Estos tres batallones son respectivamente el batallón anfibio especial, el batallón de tropas aerotransportadas, y el batallón de reconocimiento blindado, equipado con el vehículo de combate de infantería Tipo 07P y el cazacarros PTL-02 basado en el chasis del vehículo blindado de combate WZ-551 comprado recientemente a China.[7]

La brigada está inspirada en las Fuerzas especiales francesas. Esta brigada es una unidad de combate táctico que está bajo la autoridad del Jefe del Estado Mayor de las Fuerzas Armadas, el Comandante en jefe es el Presidente de Camerún.
- Cinco brigadas de infantería motorizada, que están estacionadas en un sector militar teniendo en cuenta la división territorial del país. Estas brigadas actualmente no cuentan con un Estado Mayor propio. En teoría están formadas por 11 batallones de infantería motorizada, 5 batallones de apoyo, y 3 batallones de respaldo, sin embargo, en la práctica, los batallones motorizados no están plenamente operativos por falta de personal, equipos y vehículos.

### Organización
El territorio está dividido en cinco regiones militares de armas combinadas: 
- Región militar número 1 (Yaundé).
- Región militar número 2 (Duala).
- Región militar número 3 (Garua).
- Región militar número 4 (Maroua).
- Región militar número 5 (Bamenda).

### Primera Región Militar
- 11ª Brigada Ebolowa:
  - 11.º Batallón de Comando y Apoyo en Ebolowa.
  - 12º batallón de infantería motorizada ubicado en Ebolowa.
  - 12º Batallón en Djoum.
  - 13º Batallón en Ambam.
  - 11º Batallón de apoyo ubicado en Sangmélima.
- 12ª brigada en Bertoua.
  - 12.ª Batallón en Bertoua.
  - 14ª Batallón en Bertoua.
  - 15º Batallón en Yokadouma.
  - 16ª Batallón en Garoua-Boulaï.
  - 12º Batallón en Bertoua.

### Segunda Región Militar
- Brigada de Intervención Rápida. [9]
  - Sede en Bafoussam.
  - Batallón Anfibio Especial en Tiko.
  - Un Batallón Aerotransportado en Koutaba.
  - Batallón de reconocimiento blindado en Duala.
- 21ª Brigada de Infantería Motorizada en Buea.
  - 21.ª Batallón en Buea.
  - 21 Batallón en Buea.
  - 22ª batallón en Mamfé.
  - 23ª batallón en Loum.
  - 24º Batallón en Akwaya.
  - 21° Batallón en Kumba.
- 201.ª Base Aérea de Douala. [8]
  - 21° Escuadrón de Transporte Aéreo.
  - 211.º Escuadrón de Transporte y Transporte de Asalto.
  - 212.º Escuadrón de Transporte y Transporte de Asalto.
  - 22º Escuadrón Aéreo.
  - 221.º Escuadrón de Transporte y Transporte de Asalto.
  - 222º Escuadrón de Reconocimiento.

## Equipamiento del Ejército de tierra camerunés

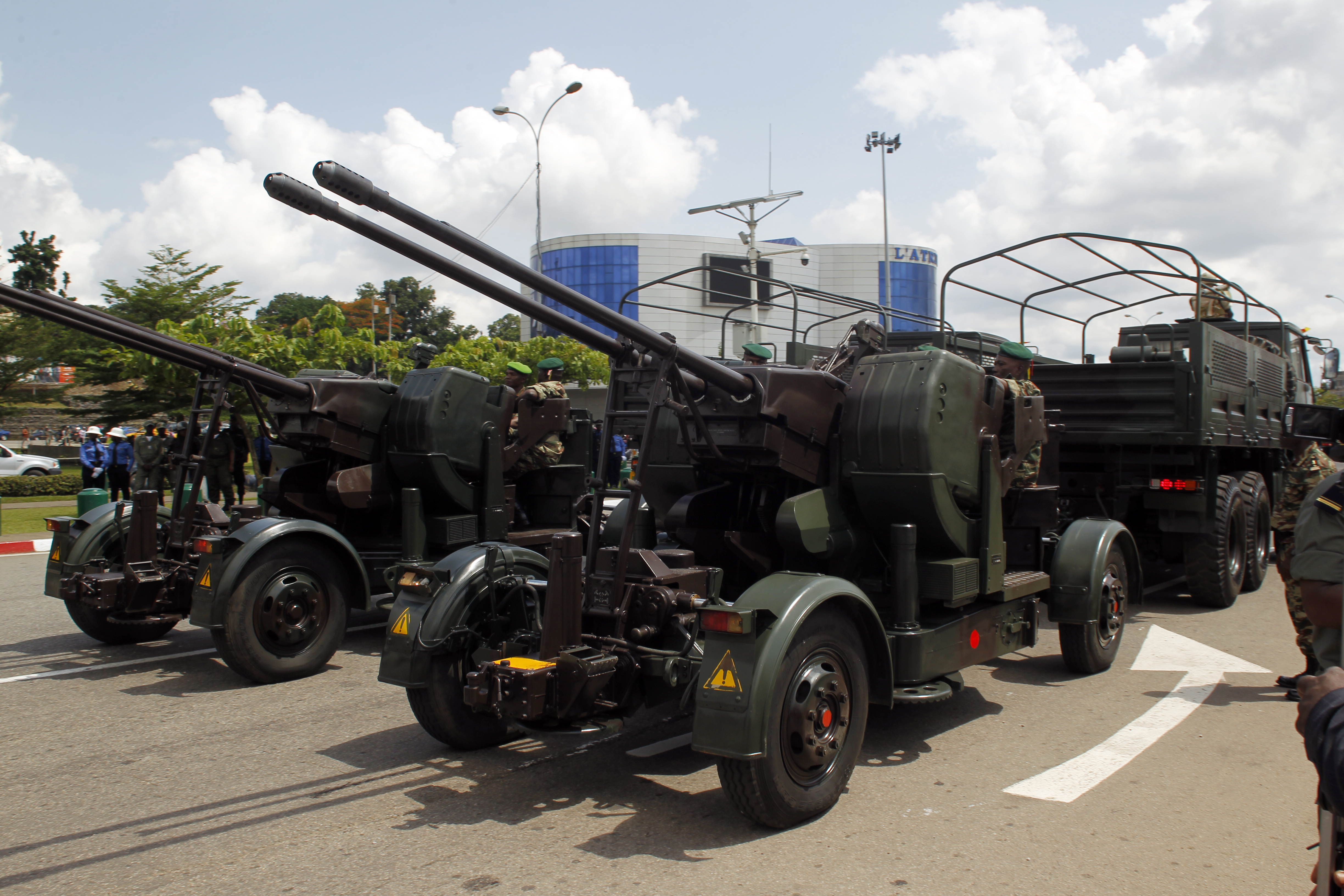
Artillería antiaérea Oerlikon de 35 mm de las Fuerzas Armadas de Camerún en un desfile militar.

### Armas de fuego
| Nombre                   | Imagen                   | Origen                   | Tipo                               | Munición                 | Fabricante                                     |
| Pistolas semiautomáticas | Pistolas semiautomáticas | Pistolas semiautomáticas | Pistolas semiautomáticas           | Pistolas semiautomáticas | Pistolas semiautomáticas                       |
| ------------------------ | ------------------------ | ------------------------ | ---------------------------------- | ------------------------ | ---------------------------------------------- |
| M1911                    |                          | Estados Unidos           | Pistola semiautomática             |                          |                                                |
| FN Browning GP-35        |                          | Bélgica                  | Pistola semiautomática             |                          |                                                |
| Subfusiles               |                          |                          |                                    |                          |                                                |
| MAT-49                   |                          | Francia                  | Subfusil                           |                          |                                                |
| Heckler & Koch MP5       |                          | Alemania                 | Subfusil                           |                          |                                                |
| Fusiles de asalto        |                          |                          |                                    |                          |                                                |
| IMI Galil                |                          | Israel                   | Fusil de asalto                    |                          |                                                |
| AK-47                    |                          | Rusia                    | Fusil de asalto                    |                          |                                                |
| Fusil M16                |                          | Estados Unidos           | Fusil de asalto                    |                          |                                                |
| IWI Tavor TAR-21         |                          | Israel                   | Fusil de asalto                    |                          |                                                |
| Fusiles de combate       |                          |                          |                                    |                          |                                                |
| FN FAL                   |                          | Bélgica                  | Fusil de combate                   |                          |                                                |
| Fusiles de francotirador |                          |                          |                                    |                          |                                                |
| Zastava M76              |                          | Serbia                   | Fusil de francotirador             |                          |                                                |
| Galatz                   |                          | Israel                   | Fusil de francotirador             |                          |                                                |
| Ametralladoras           |                          |                          |                                    |                          |                                                |
| IMI Néguev               |                          | Israel                   | Ametralladora ligera               |                          |                                                |
| Heckler & Koch HK21      |                          | Alemania                 | Ametralladora de propósito general |                          |                                                |
| FN MAG                   |                          | Bélgica                  | Ametralladora de propósito general |                          |                                                |
| M2 Browning              |                          | Estados Unidos           | Ametralladora pesada               |                          |                                                |
| Lanzacohetes antitanque  |                          |                          |                                    |                          |                                                |
| LRAC F1                  |                          | Francia                  | Granada propulsada por cohete      | 89 mm                    | Manufacture Nationale d'Armes de Saint-Etienne |

### Artillería
| Nombre                    | Fotografía            | Origen                | Tipo                      | Calibre               | Fabricante                     |
| Cañones sin retroceso     | Cañones sin retroceso | Cañones sin retroceso | Cañones sin retroceso     | Cañones sin retroceso | Cañones sin retroceso          |
| ------------------------- | --------------------- | --------------------- | ------------------------- | --------------------- | ------------------------------ |
| M40                       |                       | Estados Unidos        | Cañón sin retroceso       | 105 mm                | Watervliet Arsenal             |
| Portamorteros             |                       |                       |                           |                       |                                |
| Cardom                    |                       | Israel                | Portamortero              | 120 mm                | Soltam Systems                 |
| Morteros                  |                       |                       |                           |                       |                                |
| MO 120 RT                 |                       | Francia               | Mortero                   | 120 mm                | Thales Group                   |
| Artillería remolcada      |                       |                       |                           |                       |                                |
| Obús M101                 |                       | Estados Unidos        | Obús remolcado            | 105 mm                | Rock Island Arsenal Plant      |
| M-46                      |                       | Rusia                 | Obús remolcado            | 130 mm                | Fabrica de Armas de Motovilija |
| Soltam M-71               |                       | Israel                | Obús remolcado            | 155 mm                | Soltam Systems                 |
| Artillería autopropulsada |                       |                       |                           |                       |                                |
| ATMOS 2000                |                       | Israel                | Artillería autopropulsada | 155 mm                | Soltam Systems                 |
| Artillería de cohetes     |                       |                       |                           |                       |                                |
| BM-21 Grad                |                       | Rusia                 | Artillería de cohetes     | 122.4 mm              | NPO Splav                      |
| Artillería antiaérea      |                       |                       |                           |                       |                                |
| Oerlikon 35 mm            |                       | Suiza                 | Artillería antiaérea      | 35 mm                 | Oerlikon Contraves             |
| Ametralladora pesada KPV  |                       | Rusia                 | Artillería antiaérea      | 14.5 mm               | Planta Degtiariov              |

### Misiles antitanque
| Nombre             | Fotografía         | Origen             | Tipo               | Sistema de guiado      | Fabricante              |
| Misiles antitanque | Misiles antitanque | Misiles antitanque | Misiles antitanque | Misiles antitanque     | Misiles antitanque      |
| ------------------ | ------------------ | ------------------ | ------------------ | ---------------------- | ----------------------- |
| BGM-71 TOW         |                    | Estados Unidos     | Misil antitanque   | Guiado por cableSACLOS | Hughes AircraftRaytheon |
| MILAN              |                    | Francia            | Misil antitanque   | Guiado por cableSACLOS | MBDA                    |

### Vehículos
| Nombre                             | Imagen                          | Origen                          | Tipo                              | Fabricante                      |
| Automóviles blindados militares    | Automóviles blindados militares | Automóviles blindados militares | Automóviles blindados militares   | Automóviles blindados militares |
| ---------------------------------- | ------------------------------- | ------------------------------- | --------------------------------- | ------------------------------- |
| Cadillac Gage Commando             |                                 | Estados Unidos                  | Automóvil blindado (militar)      | Cadillac                        |
| M8 Greyhound                       |                                 | Estados Unidos                  | Automóvil blindado (militar)      | Ford Motor Company              |
| Daimler Ferret                     |                                 | Reino Unido                     | Automóvil blindado (militar)      | Daimler Motor Company           |
| Panhard AML-90                     |                                 | Francia                         | Automóvil blindado (militar)      | Panhard                         |
| RAM MK3                            |                                 | Israel                          | Automóvil blindado (militar)      | Israel Aerospace Industries     |
| Camiones militares                 |                                 |                                 |                                   |                                 |
| Renault TRM 2000                   |                                 | Francia                         | Camión militar                    | Renault                         |
| ACMAT VLRA                         |                                 | Francia                         | Camión militar                    | ACMAT                           |
| Cazacarros                         |                                 |                                 |                                   |                                 |
| WMA301                             |                                 | China                           | Cazacarros                        | Norinco                         |
| AMX-10 RC                          |                                 | Francia                         | Cazacarros                        | KNDS Francia                    |
| MRAPs                              |                                 |                                 |                                   |                                 |
| Cougar                             |                                 | Estados Unidos                  | MRAP                              | Force Protection, Inc.          |
| Transportes blindados de personal  |                                 |                                 |                                   |                                 |
| ACMAT Bastion                      |                                 | Francia                         | Transporte blindado de personal   | ACMAT                           |
| Véhicule Blindé Léger              |                                 | Francia                         | Transporte blindado de personal   | Panhard                         |
| Vehículos de combate de infantería |                                 |                                 |                                   |                                 |
| Ratel IFV                          |                                 | Sudáfrica                       | Vehículo de combate de infantería | Land Systems OMC                |
| WZ-551                             |                                 | China                           | Vehículo de combate de infantería | Norinco                         |
| Tipo 07P                           |                                 | China                           | Vehículo de combate de infantería | Poly Technologies               |
| Vehículos todoterreno              |                                 |                                 |                                   |                                 |
| Peugeot P4                         |                                 | Francia                         | Vehículo todoterreno              | Peugeot                         |
| Mercedes-Benz Clase G              |                                 | Alemania                        | Vehículo todoterreno              | Mercedes-Benz                   |
| Toyota Land Cruiser Prado J150     |                                 | Japón                           | Vehículo todoterreno              | Toyota                          |

## Fuerza Aérea de Camerún
La fuerza aérea camerunesa tiene bases en Garoua, Koutaba, Yaundé, Douala y Bamenda. La Fuerza Aérea de Camerún fue fundada en 1960, cuando Camerún se independizó de Francia. La fuerza aérea camerunesa tiene unos 400 soldados.

### Aviones
| Aeronave                            | Fotografía          | Origen              | Tipo                              | Fabricante                             |
| Aviones utilitarios                 | Aviones utilitarios | Aviones utilitarios | Aviones utilitarios               | Aviones utilitarios                    |
| ----------------------------------- | ------------------- | ------------------- | --------------------------------- | -------------------------------------- |
| Cessna 208 Caravan                  |                     | Estados Unidos      | Avión utilitario                  | Cessna                                 |
| Aviones de pasajeros                |                     |                     |                                   |                                        |
| Xian MA60                           |                     | China               | Avión de pasajeros                | Xi'an Aircraft Industrial Corporation  |
| Aviones de entrenamiento a reacción |                     |                     |                                   |                                        |
| Dassault/Dornier Alpha Jet          |                     | Unión Europea       | Avión de entrenamiento a reacción | Dassault AviationDornier Flugzeugwerke |
| Aviones de transporte táctico       |                     |                     |                                   |                                        |
| CASA CN-235                         |                     | España              | Avión de transporte táctico       | Airbus Defence and Space               |
| Lockheed C-130 Hercules             |                     | Estados Unidos      | Avión de transporte táctico       | Lockheed Martin                        |

### Helicópteros
| Aeronave                           | Fotografía               | Origen                   | Tipo                                  | Fabricante                                |
| Helicópteros utilitarios           | Helicópteros utilitarios | Helicópteros utilitarios | Helicópteros utilitarios              | Helicópteros utilitarios                  |
| ---------------------------------- | ------------------------ | ------------------------ | ------------------------------------- | ----------------------------------------- |
| Bell 206                           |                          | Estados Unidos           | Helicóptero utilitario                | Bell Textron                              |
| Bell 412                           |                          | Estados Unidos           | Helicóptero utilitario                | Bell Textron                              |
| Harbin Z-9                         |                          | China                    | Helicóptero utilitario                | Harbin Aircraft Manufacturing Corporation |
| Helicópteros de transporte         |                          |                          |                                       |                                           |
| Mil Mi-17                          |                          | Rusia                    | Helicóptero de transporte militar     | Fábrica de helicópteros Mil de Moscú      |
| Aérospatiale SA 330 Puma           |                          | Francia                  | Helicóptero de transporte             | Aérospatiale                              |
| Helicópteros de reconocimiento     |                          |                          |                                       |                                           |
| Aérospatiale Alouette II           |                          | Francia                  | Helicóptero de reconocimiento militar | Aérospatiale                              |
| Helicópteros de búsqueda y rescate |                          |                          |                                       |                                           |
| AgustaWestland AW109               |                          | Italia                   | Helicóptero de búsqueda y rescate     | AgustaWestland                            |

## Armada de Camerún

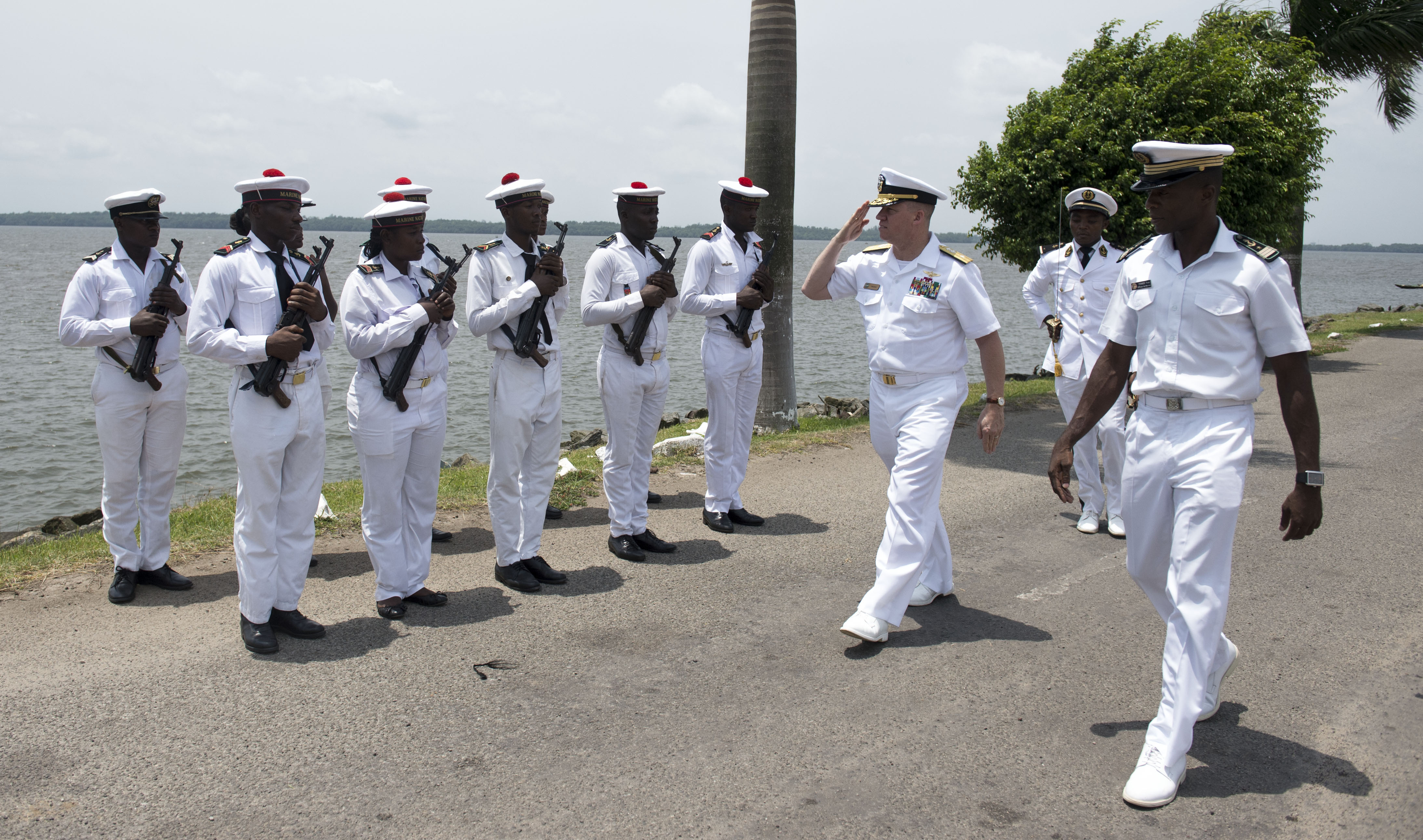
Un almirante estadounidense en Douala, en 2015, pasando revista a unos marineros cameruneses.

La Armada camerunesa tiene alrededor de 1300 tropas de marina e infantería naval. 

### Historia
Alrededor de mayo de 1999, Philip Njaru escribió un artículo de periódico en el que denunciaba malos tratos a civiles por parte del 21º Batallón de la Armada con base en Ekondo-Titi. A finales de mayo, un capitán local se acercó a Njaru y le pidió que dejara de escribir esos artículos y que revelara sus fuentes. Cinco días después, Njaru se negó a hacerlo y encontró su casa rodeada por soldados armados, por lo que escapó a Kumba. 
Allí fue agredido por la policía camerunesa en junio de 2001, sin que se indicara ningún motivo en particular. Njaru presentó una queja a las autoridades locales, pero más tarde se enteró de que su queja no había sido recibida.
La Armada Nacional de Camerún se modernizó, y aumentó sus capacidades durante el año 2000, con la adquisición de varias pequeñas embarcaciones patrulleras de tipo Rodman, y el retiro de algunas embarcaciones pequeñas más antiguas. Se han adquirido y pedido a Francia algunas lanchas patrulleras de pequeño tamaño. Las últimas estimaciones indican que una dotación naval consta de dos buques de patrulla de combate, tres buques de patrulla costera y aproximadamente 30 embarcaciones de patrullaje fluvial y costero más pequeñas asignadas tanto a la marina como a la gendarmería local. Estos barcos incluyen dos lanchas de desembarco de la clase Yunán de 135 toneladas, que pueden transportar y lanzar naves más pequeñas para la inserción de tropas. Se han realizado algunos esfuerzos para evaluar las necesidades de equipamiento para que las embarcaciones Audacieux P103 y Bakassi P104 alcancen un estado de combate óptimo efectivo. Esto ha dado lugar a una reducción de las capacidades de armas en favor de un aumento de la capacidad de servicio y el servicio naval carece ahora de capacidad de ataque con misiles. El Bakassi (es un buque patrullero armado con misiles Tipo P48S) que completó una importante remodelación en Lorient, Francia, en agosto de 1999. Esto incluyó la eliminación del sistema de misiles Exocet y el equipo EW, y la instalación de un embudo detrás del mástil mayor para reemplazar los escapes de la línea de flotación. También se instalaron nuevos radares. El Bakassi está armado solamente con un cañón de 40 mm. Aunque la clase Audacieux de Bizerte (un patrullero P48) está preparada para llevar misiles SS-12M, estos no están embarcados a bordo, y su estado operativo es dudoso, ya que no se ha informado de su presencia en alta mar desde 1995. El barco patrullero Quartier-Maître Alfred Moto fue catalogado como fuera de servicio en 1991, pero desde entonces ha sido reactivado de nuevo.

### Buques
Listado de barcos activos.

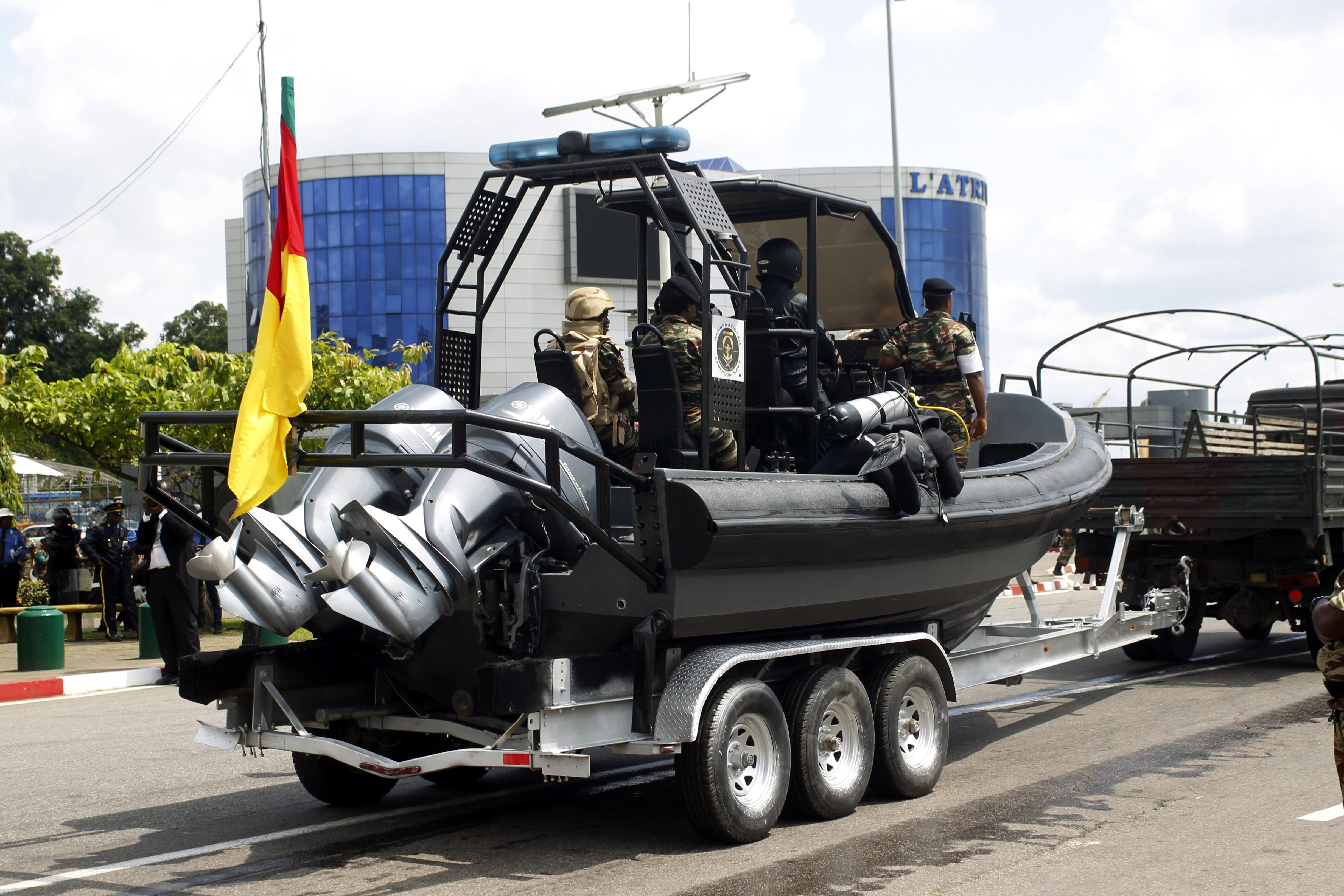
Barco patrullero de la Armada de Camerún durante un desfile militar en Douala, 2019

- Una patrullera DIPIKAR (antigua "Grèbe" de la marina francesa, modernizada con el sistema de mando y control LYNCEA PATROL CMS) y equipada con un cañón.
- 2: FRA P-48 (un cañón)
- 6: Rodman 101/46 (Un cañón)
- 1: Clase Quartier (Un Cañón)
- Tres Barcos patrulleros Boston Whaler.
- Un Barco patrullero clase Bakassi (tipo P48S).
- Un buque lanzanisiles de la clase Audacieux (tipo P48).
- Una embarcación patrullera de la clase Alfred Motto
- 20 embarcaciones fluviales del tipo Swiftships.
- Dos embarcaciones de desembarco del tipo Yunnan.
- Ocho embarcaciones del tipo Simoneau.
- Dos patrulleras del tipo Aresa 2400 CPV Defender [13]
- Una embarcación de desembarco Aresa 2300.
- Seis embarcaciones semirrígidas Aresa 750 Commando.
- Cinco lanchas semirrígidas Stealth 1200.
- Una embarcación semirrígida Defcon 1200.
- Dos lanchas patrulleras P108 y P109.

### Graduación militar

#### Oficiales
| Grado militar      | Insignia | Rangos OTAN |
| ------------------ | -------- | ----------- |
| Almirante          |          | OF-9        |
| Vicealmirante      |          | OF-8        |
| Contraalmirante    |          | OF-7        |
| Capitán de navío   |          | OF-6        |
| Capitán de fragata |          | OF-5        |
| Capitán de corbeta |          | OF-4        |
| Teniente           |          | OF-3        |
| Subteniente        |          | OF-2        |
| Alférez            |          | OF-1        |

## Gendarmería
La Gendarmería es una fuerza paramilitar formada por unos 9000 soldados (2016). La Gendarmería desempeña responsabilidades tanto de aplicación de la ley como de seguridad nacional en todo el país. 

## Educación militar
Después de un período inicial de desarrollo, los requisitos de capacitación se formalizaron mediante un decreto gubernamental en abril de 1967. En aquella época había escasez de instructores militares cameruneses. Las dos instituciones educativas de la nación son las siguientes:
- La academia militar de armas combinadas, es una academia de servicios combinados para oficiales, siendo el centro educativo para los futuros oficiales de las fuerzas armadas y de la gendarmería nacional. La academia fue fundada en 1959 e inaugurada el 18 de enero de 1961.[14][15]

La primera promoción de oficiales se graduó en el año 1970. La ceremonia de graduación de los cadetes tiene lugar el 18 de enero.
- Escuela de formación de suboficiales.

Los oficiales y suboficiales, fueron enviados a varias escuelas militares ubicadas en Francia, Grecia y Rusia, aunque el número de cadetes militares cameruneses que cuentan con una formación académica rusa es relativamente reducido.